# Сендалл, Уолтер Джозеф
Сэр Уо́лтер Джо́зеф Се́ндалл (англ. Sir Walter Joseph Sendall; 1832-1904) — британский колониальный чиновник, в разное время губернатор Наветренных островов, Барбадоса, Британской Гвианы, Верховный комиссар Кипра.

## Биография
В качестве начальника Департамента народного образования на Цейлоне Сендалл расширил систему школ, в которых велось преподавание на английском языке и на местных языках.
С 1885 по 1889 год он был губернатором Наветренных островов. Там он способствовал дорожному строительству на острове Гренада, основал ботанический сад. Также Сендалл приостановил деятельность Законодательного совета на острове Сент-Винсент, запретив избирать в него чернокожих, которых считал менее квалифицированными. После некоторых колебаний он поддержал финансирование на Гренаде средней школы для мальчиков.
С 1889 по 1890 год Сендалл был губернатором Барбадоса.
С 1892 по 1898 год занимал должность Верховного комиссара Кипра.
С 1898 по 1901 год Сендалл был губернатором Британской Гвианы.

## Награды
- Орден Святого Михаила и Святого Георгия, кавалер (CMG), 1887 год
- Орден Святого Михаила и Святого Георгия, рыцарь (КCMG), 1889 год
- Орден Святого Михаила и Святого Георгия, кавалер Большого Креста (GCMG), 1899 год